# Alfred Henckaerts
Alfred Emile Nestor Henckaerts (Ans, 3 juli 1908 - 23 juli 1993) was een Belgisch senator.

## Levensloop
Henckaerts promoveerde in 1931 tot doctor in de rechten aan de Universiteit van Luik, waar hij ook een kandidatuur in het notariaat behaalde.
Voor de PSC was hij gemeenteraadslid van Alleur en van 1946 tot 1961 provincieraadslid van Luik.
Van 1961 tot 1974 zetelde Henckaerts tevens in de Senaat: van 1961 tot 1971 als rechtstreeks gekozen senator voor het arrondissement Luik, van 1971 tot 1974 als provinciaal senator voor Luik. Ook was hij vanaf 1970 lid van de Raadgevende Interparlementaire Beneluxraad.